# Ciprofloxacin
Ciprofloxacin (hay còn gọi tên viết tắt Tiếng Anh là INN) là thế hệ thuốc kháng kháng sinh fluoroquinolone thứ 2 có phổ kháng khuẩn rộng.

## Công dụng
Thuốc được chỉ định dùng cho các bệnh nhiễm khuẩn như hô hấp, tiết niệu, sinh dục (viêm cổ tử cung do lậu, viêm tuyến tiền liệt mạn), ruột (tiêu chảy, thương hàn). Thuốc dung nạp đường uống hay tiêm như nhau, tuy nhiên dùng đường uống sẽ tiện hơn. Bên cạnh đó, thuốc có tác dụng cộng hưởng với các nhóm kháng sinh khác (như betalactam, aminozid) nên khi phối hợp thường cho kết quả tốt (ví dụ như với azocillin).
Chú ý: không nên vừa sử dụng Ciprofloxacin cùng với Viên Sắt vì nó sẽ làm bất hoạt tác dụng của thuốc khiến thuốc không vận chuyển được trong máu nên không đến được đường tiết niệu để phát huy tác dụng.